# واقعية اكتئابية
الواقعية الاكتئابية هي فرضية طورتها لورين آلوي ولين إيفون أبرامسون، مفادها أن المصابين بالاكتئاب يتوصلون إلى استنتاجات أكثر واقعية من غير المصابين به. على الرغم من الاعتقاد بأن المصابين بالاكتئاب لديهم تحيز معرفي سلبي ينتج عنه أفكار سلبية تلقائية متكررة، وسلوكيات غير تكيفية، ومعتقدات غير سليمة عن العالم، إلا أن الواقعية الاكتئابية لا تزعم فقط أن هذه السلبية قد تعكس تقييمًا أدق للعالم، بل تُشير أيضًا إلى أن تقييمات غير المصابين بالاكتئاب متحيزة إيجابيًا.